# Zítra vstanu a opařím se čajem
Zítra vstanu a opařím se čajem (en txec Demà en despertaré i m'escaldarè amb te) és una pel·lícula de comèdia deciència-ficció txecoslovaca de 1977 dirigida per Jindřich Polák. És una adaptació a la pantalla del conte de Josef Nesvadba amb el mateix títol.

## Trama
En un futur proper, s'ha desenvolupat una tecnologia que permet viatjar en el temps i ara s'utilitza comercialment. Un grup d'antics nazis sense envellir (gràcies a les píndoles antienvelliment, que també s'han desenvolupat) conspira per alterar els resultats de la Segona Guerra Mundial viatjant en el temps i subministrant a Adolf Hitler una bomba d'hidrogen. Amb aquesta finalitat, subornen el corrupte pilot de la màquina del temps Karel, que accepta ajudar-los. El dia del viatge previst, Karel s'ofega amb un croissant i mor. El seu germà bessó idèntic, Jan, no pot dir-ho a la promesa de Karel, Eva, i comença a fer-se passar per Karel. Els nazis també el confonen més tard amb Karel i ensopega amb el seu complot. Després d'haver estat dissenyador dels coets de la màquina del temps, és capaç de pilotar la nau i portar-los tots enrere en el temps. Quan s'adona de la naturalesa dels plans dels nazis, Jan decideix evitar el seu èxit. Després de desencadenar diverses paradoxes viatjant d'anada i tornada en el temps, aconsegueix vèncer els nazis i resoldre les conseqüències de la mort del seu bessó.

## Repartiment
- Petr Kostka - Karel/Jan Bureš
- Jiří Sovák - Klaus Abard
- Vladimír Menšík - Kraus
- Vlastimil Brodský - enginyer Bauer
- Otto Šimánek - Mr. Patrick White
- Marie Rosůlková - Mrs. Shirley White
- Slávka Budínová - Mrs. Kroupová
- Josef Větrovec - Mr. Kroupa
- František Vicena - Adolf Hitler
- Horst Giese - Joseph Goebbels
- Ota Sklenčka - Doctor Kryl
- Jiří Lábus - el tècnic
- Petr Nárožný - el conductor
- Svatopluk Beneš - el vell nazi
- Zuzana Ondrouchová - Eva Kroupová

## Premis
Va participar al XII Festival Internacional de Cinema Fantàstic i de Terror, on va rebre una menció especial del Jurat.